# Nyctimene sanctacrucis
Nyctimene sanctacrucis (Troughton, 1931) è un pipistrello appartenente alla famiglia degli Pteropodidi, endemico di un'isola della Melanesia .

## Descrizione

### Dimensioni
Pipistrello di medie dimensioni, con la lunghezza dell'avambraccio di circa 75 mm, la lunghezza delle orecchie di 11,5 mm e la lunghezza del piede di 17 mm.

### Aspetto
Il colore del dorso è marrone con striature più chiare, mentre le parti ventrali sono color crema nella parte superiore e marrone chiaro in quella inferiore. La striscia dorsale è sottile, color marrone, e ben definita lungo tutta la schiena. Potrebbe trattarsi di una sottospecie di N. major.

## Distribuzione e habitat
Questa specie è conosciuta soltanto attraverso un individuo femmina catturato sull'isola di Temotu, nelle Isole Santa Cruz, Salomone nel 1892 ed ora conservato nell'Australian Museum di Sydney con il numero di catalogo M711.

## Conservazione
La IUCN Red List, considerata la dubbia validità di specie distinta, l'assenza di informazioni recenti sulla sua distribuzione, popolazione e habitat, classifica N. sanctacrucis come specie con dati insufficienti (DD). Non ci sono più osservazioni dal 1907 ed ogni tentativo di riscoprirla negli anni successivi è fallito. È da ritenersi probabilmente estinta.